# Lluís Prenafeta i Garrusta
Lluís Prenafeta i Garrusta   (Ivars d'Urgell, 17 de març de 1939 - 22 d'abril de 2025) fou un empresari i polític català vinculat a Convergència Democràtica de Catalunya.

## Biografia
Tot i néixer a Ivars d'Urgell visqué la seva infantesa i joventut al barri de Sants de Barcelona. Després de passar per l'Institut del Teatre treballà de comercial. De l'any 1980 al 1990 fou secretari general de la Presidència.

## Activitat política
El 1976 entrà a militar a Convergència Democràtica de Catalunya i col·laborà en les campanyes per les eleccions generals i municipals. S'involucrà amb el partit fins a ser elegit president de districte, entrant així al Consell Nacional de la formació. Jordi Pujol li proposà de col·laborar de cara a la campanya de les primeres eleccions autonòmiques (any 1980). Una de les idees de Prenafeta fou visitar els Casals Catalans de Mèxic i Veneçuela. Des d'aquell moment la projecció exterior fou una de les seves tasques (també un cop a la Generalitat).
Un cop guanyades les eleccions de 1980, Jordi Pujol nomenà Prenafeta secretari de la presidència de la Generalitat de Catalunya. Aquest càrrec l'exerciria fins a l'u de juny de 1990. Ocupant aquest càrrec, Prenafeta treballà en diversos aspectes de la política del govern català com la gestació de la Corporació Catalana de Ràdio i Televisió a través de la Direcció General de Règim Jurídic de Ràdio i Televisió.
Un cop havent deixat el càrrec de secretari de la Presidència no va tornar a exercir cap més càrrec rellevant ni en l'administració ni en partits polítics, i va treballar exclusivament en l'empresa privada. El 1999 va publicar L'ombra del poder, amb la col·laboració de Vicent Sanchis, qui també li prologà El malson, quan la realitat supera la ficció (2010).
L'any 2001 va crear la Fundació Catalunya Oberta, de la qual fou vicepresident. Aquest think tank era «una entitat independent emmarcada en la ideologia liberal» i «té com a objectius analitzar, defensar i promoure els valors de la societat oberta, la llibertat, la democràcia i l'economia de mercat», segons es definia a la seva pàgina web, i va posar fi a la seva existència en 2017.

## Imputació judicial i condemna pel cas de corrupció Pretòria
El 27 d'octubre del 2009 va ser arrestat en el marc de l'operació Pretòria contra la corrupció urbanística juntament amb Macià Alavedra (vinculat també a Convergència Democràtica de Catalunya) i Bartomeu Muñoz, l'alcalde de Santa Coloma de Gramenet del PSC. El dia 30 d'octubre ingressà a la presó de Soto del Real, de la qual va sortir en llibertat amb càrrecs després de pagar una fiança d'1 milió d'euros. Fou condemnat a 1 any, 11 mesos i 27 dies de presó per tràfic d'influències i blanqueig de capitals amb els atenuants de dilació indeguda i confessió, i el decomís de 5,2 milions d'euros de Prenafeta.
Tot i retirat de la política i declarat culpable per corrupció, va seguir mantenint el suport de destacats membres de Convergència Democràtica de Catalunya com Jordi Pujol, i fins i tot va ser convidat a la presa de possessió del president Artur Mas.

## Publicacions
- 1999 - L'ombra del poder, amb Vicent Sanchis
- 2010 - El malson, quan la realitat supera la ficció (L'arquer, 2010), prologat per Vicent Sanchis ISBN 978 8466412469